# انتونی آرمسترانگ جونز

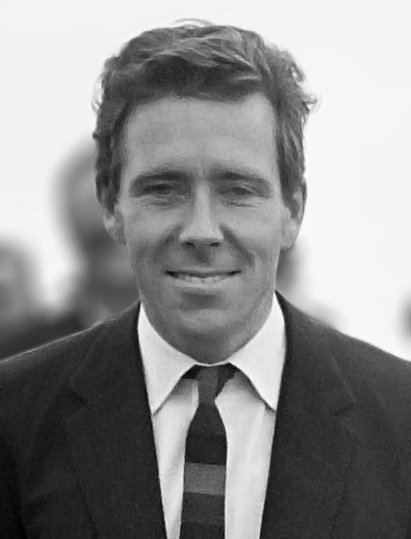
آنتونی چارلز در سال ۱۹۶۵

انتونی چارلز رابرت آرمسترانگ جونز، اولین ارل اسنودن (انگلیسی: Antony Armstrong-Jones, 1st Earl of Snowdon; زادهٔ ۷ مارس ۱۹۳۰ − درگذشتهٔ ۱۳ ژانویه ۲۰۱۷) که معمولاً به نام لرد اسنودون شناخته می‌شد، عکاس و فیلم‌ساز بریتانیایی بود. او با شاهدخت مارگارت، دختر کوچک‌تر جرج ششم و خواهر ملکه الیزابت دوم، ازدواج کرد.

## زندگی
او در مارس ۱۹۳۰ در بلگراویا، لندن در انگلستان به دنیا آمد. پدر و مادر جونز هنگامی که او پنج ساله بود از هم طلاق گرفتند. او در همان کودکی مبتلا به فلج اطفال شد.
پس از دانشگاه، آرمسترانگ جونز حرفه‌ای را به عنوان یک عکاس در مد، طراحی و تئاتر آغاز کرد. در اوایل دهه ۱۹۶۰، آرمسترانگ جونز مشاور هنری مجله "The Sunday Time" شد و در دهه ۱۹۷۰ خود را یکی از عکاسان محترم بریتانیا دانست. در سال ۱۹۶۸ اولین فیلم مستند خود «شمعها را شمارش نکنید» را برای شبکه تلویزیونی آمریکا CBS در مورد پیری ارائه کرد. اسنودن عضو افتخاری انجمن عکاسی سلطنتی بود. مدال هود از جامعه در سال ۱۹۷۸ و مدال پیشرفت در سال ۱۹۸۵ به او اهدا شد. بیش از ۱۰۰ عکس او در مجموعه دائمی گالری ملی پرتره در لندن قرار دارند.
اسنودون دو بار ازدواج کرد. او برای اولین بار با شاهدخت مارگارت (۱۹۶۰ تا ۱۹۷۸)، و دومین بار با لوسی موری لیندسی-هوگ (۱۹۷۸ تا ۲۰۰۰)، ازدواج نمود.
لرد اسنودن در کنزینگتون در ۱۳ ژانویه ۲۰۱۷ در سن ۸۶ سالگی به مرگ طبیعی فوت کرد.